# Teleiofilia
Teleiofilia (z gr. τέλειος, teleios – „dorosły” i φιλία, philia – „miłość, przyjaźń”) – określenie preferencji seksualnych, polegających na odczuwaniu pociągu seksualnego do osób dorosłych. Termin został zastosowany przez Raya Blancharda w roku 2000, w celu rozróżnienia osób zainteresowanych kontaktami seksualnymi z dorosłymi od pedofilów niezależnie od preferencji względem płci.
Teleiofilia zaliczana jest do eufilii, które w przeciwieństwie do parafilii są typowym sposobem zaspokajania potrzeb seksualnych.
Preferencje seksualne względem płci określane są w przypadku pociągu do osób dorosłych jako:
- androfilia – zorientowanie seksualne na dorosłych mężczyzn, niezależnie, czy odczuwa je kobieta, czy homoseksualny mężczyzna,
- gynofilia – zorientowanie seksualne na dorosłe kobiety, niezależnie, czy odczuwa je mężczyzna, czy homoseksualna kobieta.